# Буковчан, Иван
Буковчан Иван (15 сентября 1921, Банска-Бистрица — 24 мая 1975, Братислава) — словацкий драматург. Заслуженный писатель Чехословакии (1975), лауреат Государственной премии Словацкой Социалистической Республики, сценарист, журналист, актёр, доктор права. 
Награждён медалью «За выдающийся труд». Самая известная пьеса: «Прежде чем пропоет петух»

## Биография
Учился в Прешове и Праге. Участвовал в Словацком Национальном восстании против вермахта в 1944 году. В (1946, или 1944) году окончил юридический факультет Братиславского университета. С 1945 года на протяжении многих лет работал корреспондентом братиславских газет, в частности, «Народна оброда»(«Национальное возрождение») . Посетив Швейцарию, Австрию и Испанию (с помощью андоррских контрабандистов) написал книгу репортажей «Неуверенный мир» (1948). В 1949 опубликовал повесть «Зимняя сказка». К жанру репортажа вернулся в 1963 г. в книге «Куба без бороды».
Умер 24 мая 1975 г. в Братиславе.

## Творчество
Является автором многих киносценариев:
«Чертова стена», «Катка», «Бой закончится завтра», «Молодые сердца», «Родная земля», «Мужественный вор», «Последняя колдунья», «Счастье наступит в воскресенье», «Скалы и люди», «Песня о сизом голубе », «Трус», «Колокола для босых», «Танго для медведя», «Контракт с дьяволом», «Медная башня», «Орлиное перышко», «Человек на мосту», «День, который не умрёт», «Потерянная долина»
и пьес:
«Сырое дерево»(1954), «Невеста дьявола»(1957), «Поиски в облаках»(1960), «Страусиная вечеринка»(1967), «Прежде чем пропоет петух»(1969), «Прогони волка»(1970), «Петля для двоих, или Домашняя виселица»(1970), «Почти божественная ошибка»(1971), «Первый день карнавала»(1972), «Сердце Луиджи, или Казнь тупым мечом»(1973), «Снег над кедром», «Фата-Моргана».